# يزن أباد
يزن‌ أباد هي قرية في مقاطعة نمين، إيران. عدد سكان هذه القرية هو 1,041 في سنة 2006.